# Atemtrakt

Das Atmungssystem besteht aus den Luftwegen, den Lungen und der Atemmuskulatur, die die Luft in den Körper und wieder hinaus befördern

Als Atemtrakt oder Atmungsapparat (Apparatus respiratorius) wird das gesamte System der für die Atmung zuständigen Organe (Atmungsorgane) bezeichnet. Dabei werden die luftleitenden Organe, Atemwege oder Luftwege von den dem Gasaustausch dienenden Lungen unterschieden.
Zum Atmungsapparat gehören
- Nase und Nasennebenhöhlen
- Rachen
- Kehlkopf
- Luftröhre
- linker und rechter Luftröhrenhauptast oder Stammbronchus (Bronchus principalis)
- Bronchien (mit durch Knorpel stabilisierten Wänden)
- Bronchiolen (knorpelfrei)
- Alveolargänge und Lungenbläschen (Alveolen)

Das Bronchialsystem nimmt insofern eine Sonderstellung ein, als es flächenmäßig zwar den größten Teil der luftleitenden Wege ausmacht, es jedoch – mit Ausnahme der Hauptbronchien – als „Bronchialbaum“ (fortschreitende bronchiale Verzweigung) in den Lungen eingebettet ist. Die in den Alveolarraum leitenden Hohlorgane besitzen drei Aufgaben, nämlich Partikel als Niederschlag zu filtern, die Atemluft anzuwärmen und anzufeuchten.
Das Luftvolumen, das sich in den Atemwegen befindet, wird auch als Totraum innerhalb des Gesamtvolumens der Ein- und Ausatmung bezeichnet, da es erst durch die Luftbewegungen (Vermischung, -wirbelung) auch am Gasaustausch in den Lungenbläschen teilhat.

## Embryologie
Die Anlage der Lungen bildet sich beim Menschen bereits beim drei Wochen alten Embryo als eine Ausstülpung des Vorderdarms und stammt somit vom inneren Keimblatt (Entoderm) ab. In der 5. Schwangerschaftswoche ist diese Aussackung („Lungendivertikel“) vom Vorderdarm ganz durch eine Scheidewand (Septum oesophagotracheale) getrennt, eine offene Verbindung besteht dann nur noch im Bereich des späteren Kehlkopfs. Gleichzeitig mit dem Abschnüren vom Vorderdarm, der sich in seinem hinteren Anteil zur Speiseröhre entwickelt, wächst die Anlage des Atemtrakts nach hinten aus. Der Mittelabschnitt wird zur Luftröhre, die sich dann am Ende in die beiden Lungenknospen teilt. 
Die Lungenknospen teilen sich rechts in drei Äste, links in zwei – die Anlagen der späteren Lappenbronchien, die sich in der Folge dichotom weiter teilen. Etwa 17 solcher Teilungen erfolgen bis zum Ende des sechsten Schwangerschaftsmonats, die weiteren 6 Teilungen erfolgen erst nach der Geburt. Das den Bronchialbaum umgebende Mesoderm entwickelt sich zu Knorpeln, glatten Muskelzellen und Blutgefäßen.
Die in die Leibeshöhle (Coelom) auswachsenden Lungenanlagen schieben die sie bedeckende Mesodermschicht vor sich her. Aus dieser Schicht entwickelt sich in der Folge das „Lungenfell“, die viszerale Pleura.
Die Lungenbläschen bilden sich an den Endverzweigungen der Lungenanlage im 7. Schwangerschaftsmonat, wobei sich die Zellen des Alveolarepithels direkt an das Epithel der benachbarten Kapillaren anlegen, um den späteren problemlosen Gasaustausch zu gewährleisten. Neben den Alveolarenzellen bilden sich auch sogenannte Nischenzellen, die Surfactant, eine oberflächenaktive Substanz, produzieren und so nach der Geburt das Kollabieren der Lungenbläschen verhindern. Eine mangelnde Produktion von Surfactant führt ohne Behandlung bei Frühgeborenen zum sogenannten Syndrom der hyalinen Membranen.
Bis zur Geburt sind die Lungenbläschen mit Amnionflüssigkeit gefüllt. Während der Geburt wird diese teilweise aus den Alveolen ausgepresst, der Rest wird in den folgenden Stunden resorbiert, so dass spätestens am 3. Lebenstag alle Alveolen belüftet sind.

## Ältere Literatur
- Joachim Frey: Krankheiten der Atmungsorgane. In: Ludwig Heilmeyer (Hrsg.): Lehrbuch der Inneren Medizin. Springer-Verlag, Berlin/Göttingen/Heidelberg 1955; 2. Auflage ebenda 1961, S. 599–746, hier: S. 599–605 (zur Anatomie und Physiologie der Atmungsorgane) und 631–669 (Krankheiten der Luftwege).